# Hirmoneura anthophila
Hirmoneura anthophila är en tvåvingeart som beskrevs av Bernandi 1977. Hirmoneura anthophila ingår i släktet Hirmoneura och familjen Nemestrinidae. Inga underarter finns listade i Catalogue of Life.